# Phryganopsyche brunnea
Phryganopsyche brunnea är en nattsländeart som beskrevs av Wiggins 1969. Phryganopsyche brunnea ingår i släktet Phryganopsyche och familjen Phryganopsychidae. Inga underarter finns listade i Catalogue of Life.